# Hundkäxbock
Hundkäxbock (Phytoecia cylindrica) är en skalbagge i familjen långhorningar. Larven lever i stjälken på hundkäx och andra flockblommiga växter.

## Kännetecken
Skalbaggen är svart med långa antenner och blir 6–14 millimeter lång. Hanens antenner är längre än kroppen medan honans är något kortare än kroppen. Frambenen är röda på skenbenen och yttre delen av låren. De andra benen är svarta. Ögonen är kraftigt inskurna på mitten. 

### Larv
Larven blir högst 15 mm lång. Den är gul och benlös. Det första bröstsegmentet har ett gulbrunt fält och två sneda fåror. 

## Levnadssätt
Hundkäxbockens larv lever, som namnet antyder, ofta i stjälken på hundkäx. Även morot, kirskål och björnloka kan vara värdväxt. Den kan ibland orsaka skador på fröodlingar av morot. Honan gnager djupa fåror i stjälken och lägger ägget strax nedanför. Växten vissnar ovanför gnagfåran vilket gör att man lätt kan se att det finns hundkäxbockar i området. Larven gnager sig nedåt i stjälken ända ner till rötterna. Den är fullvuxen efter tre månader och övervintrar då. Den förpuppas i den torra fjolårsstjälken strax ovanför markytan i mitten av maj till mitten av juni. De fullvuxna skalbaggarna ses ofta på värdväxten i juni och juli. 

## Utbredning
Hundkäxbocken är vanlig i Sverige från Skåne till Hälsingland. Den finns även i Danmark, sydöstra Norge och i sydöstra Finland. Den finns i en stor del av Europa, i Turkiet och vidare österut till västra Sibirien. 